# Manuel Rosales
Manuel Rosales Guerrero (Santa Bárbara del Zulia, 12 dicembre 1952) è un politico venezuelano.

## Carriera politica
Rosales ha iniziato la sua carriera politica come leader giovanile del partito politico Acción Democrática (AD), descritto dalla BBC come uno dei due partiti che hanno dominato la politica venezuelana per la maggior parte della seconda metà del XX secolo. Nel 2000 ha fondato Un Nuevo Tiempo, un partito di centro-sinistra; Rosales si descrive come un socialdemocratico. 
Rosales è stato membro del Congresso nell'Assemblea legislativa del Zulia (1983-1994), sindaco di Maracaibo (1996-2000), la seconda città più grande del Venezuela, e governatore del Zulia per tre mandati (2000-2004, 2004-2008 e 2021-2025). 
Rosales è stato accusato di aver partecipato al tentativo di colpo di stato del 2002. Rosales firmò il Decreto Carmona un documento redatto il giorno successivo al tentativo di colpo di stato, che vide la rimozione temporanea del presidente Chávez. Ha dichiarato di aver firmato durante un "momento di confusione".

## Vita privata
Manuel Rosales è stato un insegnante universitario, co-fondatore dell'Università Nazionale Sperimentale Sur del Lago. È sposato con Eveling Trejo de Rosales, con cui ha avuto dieci figli.